# 頭陀袋
頭陀袋（ずだぶくろ）とは、
1. 比丘（僧侶）が、乞食・托鉢の際に使用する袋のこと。
2. 上記用語が転用された一般的な袋、雑多なものを運搬するための簡易な布製の袋のこと。

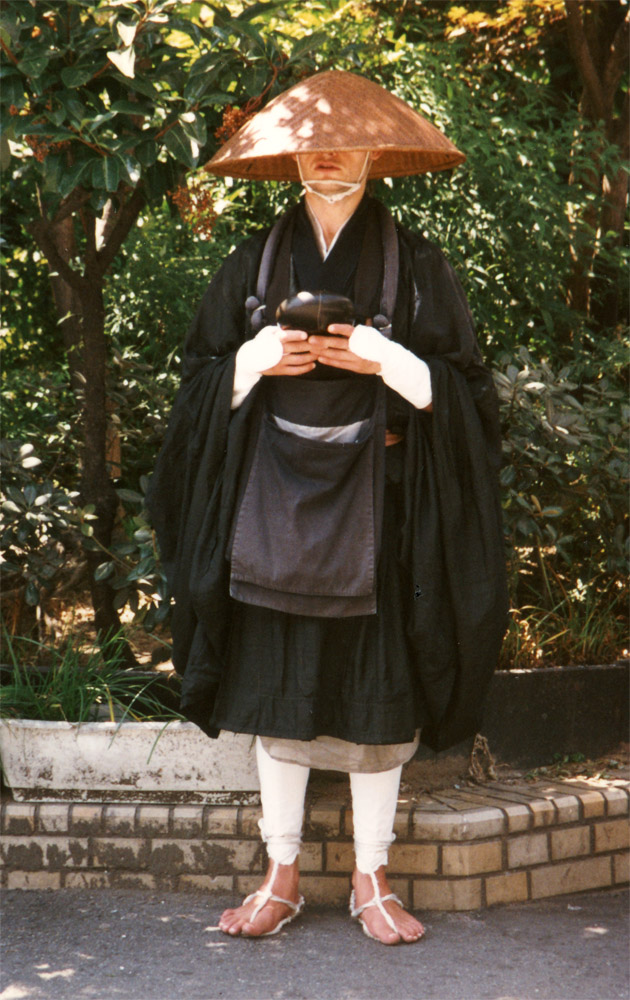
托鉢僧が頭陀袋を使用している様子

## 名前の由来と用途
“頭陀”（ずだ）とは、梵語のDhūta（ドゥータ、意味：払い落とす、棄捨）の漢訳音写であり、仏教の僧侶が行う修行（頭陀行、乞食の行）のことである。したがって、頭陀袋とは、本来この頭陀行を行う僧侶が、携行用に用いた袋のことであった。「頭陀」の梵語の発音はドゥータであり、「杜多」とも音写されるが、辞書では、「頭陀袋」は「ずだ袋」と濁ったもののみが立項されている（日本国語大辞典、例文仏教語大辞典）。
唐代末から五代時代にかけての中国の僧である契此は、背負った布製の頭陀袋がトレードマークであったことから布袋と呼ばれるようになった。

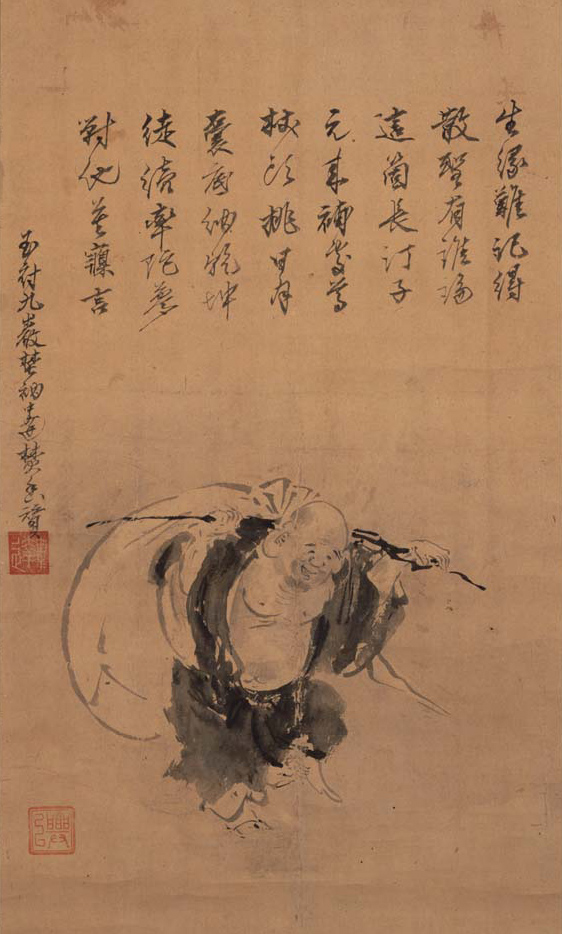
狩野興以「布袋図」17世紀

別名として三衣袋（さんえぶくろ）、衣嚢（えのう）、打包（だほう）ともいわれる。これらは、もと比丘が山野を行脚する時に、僧伽梨（そうぎゃり）・鬱多羅僧（うったらそう）・安陀会（あんだえ）という3つの衣（三衣）が塵や埃、土で汚れないように入れたものである。したがって本来の用途はこれらの僧衣を入れるための袋であった。
しかし時代を経ると、これらの衣だけでなく行乞で供養してもらった物などや仏具なども入れるようになった。したがって、今日、運搬用で雑多な物を入れる袋を“ズタ袋”などというのはここに由来する。
また後世になって、仏式葬儀の際、死者の首から提げる袋も“頭陀袋”というようになった。これは、これから仏教修行の旅に出るという意味合いであり、白い布製の頭陀袋の中には、紙に描いた六文銭を入れる。

## 形状
頭陀袋は本来、衣食住の欲を払い落とす“頭陀行”を行う僧侶が用いるものだったため、構造は非常に簡素である。
最も単純な構造のものは、一枚布で袋部分から蓋までを兼ねる。袋の両端には穴を開け、首から提げるための紐を縛りつける。
近代では、上記の仏教における“頭陀袋”という語から転用され、一般的な運搬用の袋をも指して呼ばれるようになった。現代では、袋にマチをつけたり、内部を仕切る構造にしたり、紐についても縛るのでなく直付けのものもある。ただし、それらは単なる和風ショルダーバッグと認識される場合もある。